# Agriogomphus
Genre
Agriogomphus est un genre de libellules de la famille des Gomphidae (sous-ordre des Anisoptères).

## Liste d'espèces
Selon ITIS (1 mai 2020) :
- Agriogomphus ericae (Belle, 1966)
- Agriogomphus jessei (Williamson, 1918)
- Agriogomphus sylvicola Selys, 1869
- Agriogomphus tumens (Calvert, 1905)

## Publication originale
- Edmond de Sélys Longchamps, « Secondes additions au synopsis des Gomphines », Bulletins de l'Académie royale des sciences, des lettres et des beaux-arts de Belgique., Bruxelles, vol. 28,‎ 1869, p. 2 (ISSN 0770-7509, OCLC 1589466 et 472187722, lire en ligne).